# Ik wil met je lachen
Ik wil met je lachen is een single van de Nederlandse band Guus Meeuwis & Vagant uit 1998. Het nummer werd uitgebracht als derde single en als de vijfde track op het album Schilderij uit 1997. Van het nummer is enkel een live-versie beschikbaar, waardoor het ook bekend staat als Ik wil met je lachen [live versie].

## Achtergrond
Ik wil met je lachen is geschreven door  Jan-David Batenburg en Baptist de Pape en geproduceerd door Ad Kraamer. Het nummer is een liefdesverklaring en er wordt verteld wat de zanger allemaal wil doen met degene waar het voor gezongen wordt, zoals lachen en dansen. Het lied was een bescheiden hit in Nederland, waar het in de Top 40 de 19e positie haalde en in de Mega Top 100 de 21e plaats bereikte. 